# Borommaracha II
Borommaracha II, conosciuto anche come Borommarachathirat II (in lingua thai: พระบาทสมเด็จพระบรมราชาธิราชที่ 2) e Chao Sam Phraya (เจ้าสามพระยา, letteralmente 'terzo principe') (... – Chiang Mai, 1448), è stato il quarto sovrano della dinastia di Suphannaphum ed il settimo del Regno di Ayutthaya, fondato nel 1350 da Ramathibodi I nell'odierna Thailandia.
Divenne re nel 1424 dopo la morte del padre e predecessore Intharacha. L'evento più significativo del suo regno fu la conquista di Angkor Thom, la capitale dell'Impero Khmer, che fu definitivamente abbandonata dai sovrani khmer dopo esserne stata la capitale dalla fondazione dell'impero, avvenuta oltre sei secoli prima.
Le date relative al suo regno sono oggetto di controversie; secondo la versione Luang Prasoet delle cronache reali di Ayutthaya, sulle quali questa voce si basa, regnò dal 1424 al 1448, mentre altre fonti sostengono che regnò dal 1418 al 1434.

## Biografia

### Il regno del padre
Borommaracha II nacque con il nome Chao Sam Phraya, ed era il terzo figlio di re Intharacha. L'ascesa al trono nel 1409 di Intharacha aveva decretato il trionfo della dinastia di Suphannaphum sulla dinastia di Uthong, che si erano alternate alla guida del regno minandone la stabilità sin dalla sua fondazione. Il sovrano aveva saputo conciliare e porre fine al conflitto tra le due fazioni e si era distinto come condottiero, al contrario del predecessore Ramaracha, pacificando ed annettendosi alcuni territori del Regno di Sukhothai, che tornò ad essere vassallo di Ayutthaya, e mettendo sotto pressione il Regno Lanna, assediandone invano la capitale Chiang Mai.
Aveva inoltre rafforzato i rapporti diplomatici sia con l'Impero cinese retto dalla dinastia Ming, inviando diverse missioni diplomatiche alla corte di Nanchino, che con il regno laotiano di Lan Xang, dando in sposa la propria figlia Keo Yot Fa al re Samsenthai.

### Ascesa al trono
Intharacha morì nel 1424 ed i suoi due figli maggiori Phraya Ay e Phraya Yi si disputarono la successione. Giunsero ad Ayutthaya dalle province in cui governavano e si affrontarono lungo le mura cittadine in un duello con falci da guerra in groppa ad elefanti, durante il quale si sgozzarono contemporaneamente. Fu così che il trono venne assegnato al terzo figlio, il principe Sam Phraya, che divenne re con il nome Borommaracha II. Il nuovo sovrano fece erigere il Wat Ratchaburana, dove ebbe luogo la cerimonia di cremazione dei fratelli, e i due chedi Ay e Yi, nel luogo dove si uccisero di fronte allo stesso wat.
Il diplomatico e storico olandese Jeremias Van Vliet, direttore nel XVII secolo dell'ufficio di Ayutthaya della Compagnia olandese delle Indie orientali, lo descrisse nel seguente modo:

### Conquista di Angkor
Nel 1431, l'esercito di Ayutthaya invase l'Impero Khmer, la cui capitale Angkor Thom cadde dopo un assedio di sette mesi. Secondo fonti siamesi, il re khmer morì durante l'assedio, mentre secondo fonti khmer riuscì a mettersi in salvo e spostò la capitale del regno a Basan, l'odierna Srey Santhor, situata sul Mekong a pochi chilometri dall'odierna Phnom Penh.
La caduta di Angkor pose fine all'Impero Khmer, il trasferimento della capitale ad est segna l'inizio del cosiddetto periodo buio della Cambogia; il nuovo regno di Cambogia sarebbe rimasto fino al XIX secolo quasi sempre vassallo del Siam o del Vietnam, che in tale periodo si scontrarono in numerose guerre per la supremazia sulla Cambogia. Dopo il sacco di Angkor Thom, che fruttò ad Ayutthaya diverse statue in bronzo nonché la deportazione di molti Khmer, Borommaracha II pose sul trono locale il proprio figlio, il principe di Inthaburi. I Khmer si riorganizzarono e cacciarono i Siamesi ma mantennero la capitale a Basan che, essendo molto più lontana di Angkor dal confine, garantiva maggiore protezione contro eventuali nuovi attacchi di Ayutthaya.

### Unificazione dei regni di Ayutthaya e Sukhothai
Per rafforzare il legame tra i regni di Ayutthaya e Sukhothai, Borommaracha II aveva preso in moglie la principessa figlia del re di Sukhothai Thammaracha III, dalla quale aveva avuto il figlio Ramesuan. Alla morte di Thammaracha III, il trono di Sukhothai andò al figlio Borommapan, che morì nel 1438 senza lasciare eredi. Ramesuan fu quindi nominato governatore di Phitsanulok, che dal 1368 era diventata la capitale del Regno di Sukhothai. Fu questa la fine del glorioso regno nato 200 anni prima, il primo grande Stato dei Siamesi, che in questo modo passò sotto il definitivo controllo di Ayutthaya. La dinastia Suphannaphum si sostituì a quella di Phra Ruang, fondata da Sri Indraditya nel 1238; il titolo di re di Sukhothai divenne puramente simbolico e, con l'avvento di Ramesuan, fu appannaggio esclusivo degli eredi al trono di Ayutthaya.

### Spedizione nel Regno Lanna
Nel 1441 morì il re di Lanna Samfangkaen e gli succedette il figlio Tilokaraj. Il fratello di questi, Thau Choi, si ribellò avanzando le proprie pretese al trono e per ottenerlo chiese l'intervento di Ayutthaya. Borommaracha II vide l'opportunità di espandersi a nord e nel 1442 guidò il proprio esercito nell'assedio della capitale lanna Chiang Mai. Come già era successo in precedenza, Chiang Mai respinse l'attacco siamese e la ribellione fu soffocata. Fu l'inizio di una lunga guerra tra i due regni; durante la campagna del 1448 contro Chiang Mai, Borommaracha II si ammalò e morì.

### Successione
Alla sua morte gli succedette l'erede designato, il principe Ramesuan, re di Sukhothai, che ascese al trono di Ayutthaya con il nome regale Trailokanat e continuò le guerre contro Lanna.